# Wormaldia gesugta
Wormaldia gesugta là một loài Trichoptera trong họ Philopotamidae. Chúng phân bố ở miền Tân bắc.